# Ткаші-мапа
Ткаші-мапа (Ткашмапа) (груз. ტყაშმაფა) — грузинська богиня, володарка лісів і диких тварин, що живе на віддалених скелях, що дарує удачу в полюванні. Іноді Ткаші-мапа вступає в таємний любовний зв'язок з мисливцем. У разі розголошення мисливцем таємниці, вона перетворює його на камінь, а на сім'ю його насилає розорення. За народними повір'ями представляється веселою гарною жінкою з довгим білим, золотим або чорним волоссям, засмагає оголеною. В Сванетії цю богиню називали Далі.